# Bernd Aldenhoff

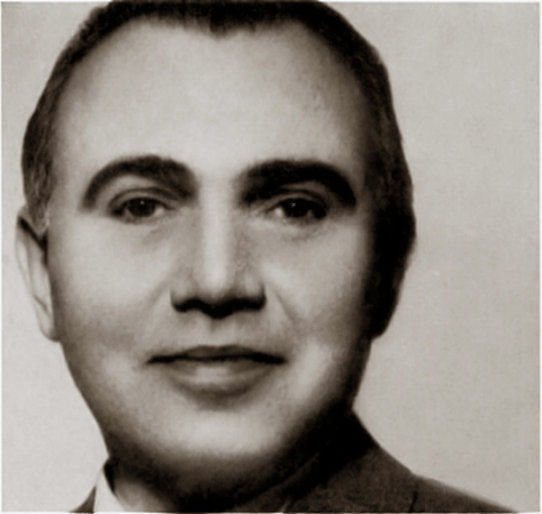
Bernd Aldenhoff

Bernd Aldenhoff (* 14. Juni 1908 in Duisburg; † 8. Oktober 1959 in München) war ein deutscher Opernsänger (Tenor). Er galt als einer der herausragenden Heldentenöre der 1940er und 1950er Jahre und war bekannt für seine kraftvolle Stimme und stets sichere Höhe.

## Leben
Bernd Aldenhoff wurde in Duisburg als elftes Kind eines Schreinermeisters geboren, wuchs in einem Waisenhaus auf und erlernte zunächst den Beruf seines Vaters. Die Gesellenprüfung bestand er mit „sehr gut“.
1932 wurde Walter Felsenstein, der damals Oberspielleiter in Köln war, auf Aldenhoff aufmerksam. So wurde er unter der Protektion von Saladin Schmitt in den Chor des Stadttheaters Duisburg-Bochum aufgenommen. Weitere Stationen als Chorsänger waren die Kölner Oper und das Staatstheater Stuttgart. Daneben ließ er sich von Julius Lenz, der auch Ludwig Suthaus unterrichtete, in Köln zum Solisten ausbilden.
Im Jahr darauf folgte ein Engagement als Solist an der Oper Köln. Hier sang er zunächst lyrische Tenorpartien: Lyonel in Martha von Friedrich von Flotow, Pinkerton in Madame Butterfly und Matteo in Arabella (Strauss). In der Uraufführung der Oper Der Heidenkönig von Siegfried Wagner sang er den Radoma. Seine Laufbahn führte ihn 1934 an das Theater Darmstadt, 1935 nach Erfurt, 1938 nach Düsseldorf, 1943 an die Semperoper nach Dresden und schließlich 1952 an die Münchner Staatsoper, der er bis zu seinem Tode angehörte.
Über den Bajazzo wechselte er ins schwere Fach und wurde in der Nachkriegszeit zu einem gefeierten Wagnersänger auf internationalem Niveau. Wieland Wagner hörte Aldenhoff in Leipzig als Siegfried, und als er dann 1950 in Bayreuth vorsang, stimmte auch Herbert von Karajan einem Engagement zu. Den hohen Erwartungen an den ersten „Nachkriegssiegfried“ des „Neubayreuth“ entsprach er vollends durch seine gewinnende Darstellung und, bei aller Durchschlagskraft, stets kultivierte Gesangskunst. Er legte die Figur nicht als schweren Helden, sondern wohltuend jugendlich an. Das Ende der Siegfriedpremiere 1951 krönte er mit einem hohen C.
Bei den Bayreuther Festspielen war er zwischen 1951 und 1957 immer wieder als Siegfried in Siegfried und Götterdämmerung zu hören. Die wichtigsten Aufführungen sind als Mitschnitte dokumentiert.
An die Frankfurter Oper führte ihn 1939 ein Gastspiel als Manrico in Il trovatore und als Riccardo in Un ballo in maschera von Verdi. Hier sang er zwischen 1952 und 1957 regelmäßig. Im „Bayreuth des Nordens“, der Waldoper Zoppot, sang er 1937 erstmals als Tannhäuser. Weitere Gastspiele waren 1940 die Volksoper Wien, 1950 die Komische Oper Berlin, und die Wiener Staatsoper als Walther von Stolzing in Die Meistersinger von Nürnberg und als Otello, 1954 Teatro Comunale Florenz als Parsifal, 1954 und 1955 Metropolitan Opera New York als Tannhäuser, Tristan und Parsifal, 1955 die Grand Opéra Paris als Siegfried, 1957 Royal Opera House Covent Garden London als Siegfried in Götterdämmerung, 1957 Théâtre de la Monnaie Brüssel und 1959 Mailänder Scala als Erik.
Sein letzter Auftritt war 1959 in seiner Geburtsstadt am Stadttheater Duisburg in einer Vorstellung von Siegfried. Er starb im Alter von nur 51 Jahren und auf dem Höhepunkt seiner Laufbahn an einer Lebensmittelvergiftung in München. Seine Grabstätte befindet sich auf dem dortigen Waldfriedhof, Alter Teil.
Im Sängerviertel  von Dresden-Nickern wurde 2006 beim Neubau einer Wohnsiedlung eine Straße nach Bernd Aldenhoff benannt.

## Trivia
- Bei einer Vorstellung von Der Troubadour neben Astrid Varnay, Ira Malaniuk und Josef Metternich in München sang er die Stretta so hinreißend, dass das tobende Publikum nicht eher ruhte, bis er sie wiederholt hatte.
- Aldenhoffs großes Problem war seine künstlerische Kompromisslosigkeit in der Zusammenarbeit mit Regisseuren, namentlich Wieland Wagner. Dieser verärgerte Aldenhoff so sehr, dass er 1952 den Grünen Hügel verließ und nur noch einmal 1957 für den erkrankten Wolfgang Windgassen einsprang.

## Partien
- d’Albert: „Tiefland“, Pedro
- Beethoven: „Fidelio“, Florestan
- Flotow: „Martha“, Lyonel
- Kienzl: „Der Evangelimann“, Matthias
- Leoncavallo: „Der Bajazzo“, Canio
- Offenbach: „Hoffmanns Erzählungen“, Hoffmann
- Pfitzner: „Der arme Heinrich“, Heinrich
- Puccini: „La Boheme“, Rudolfo
- Puccini „Madame Butterfly“, Pinkerton
- Rimski-Korsakow: „Sadko“, Sadko
- Strauss: „Salome“, Herodes
- Strauss: „Elektra“, Ägisth
- Strauss: „Ariadne auf Naxos“, Bacchus
- Strauss: „Arabella“, Matteo
- Strauss: „Die Liebe der Danae“
- Strauss: „Die ägyptische Helena“, Menelaos
- Tomasi: „Don Juan de Manara“, Titelpartie
- Verdi: „Il Trovatore“, Manrico
- Verdi: „Un ballo in maschera“, Riccardo
- Verdi: „Otello“, Otello
- Wagner: „Der fliegende Holländer“, Erik
- Wagner: „Tannhäuser“, Tannhäuser
- Wagner: „Lohengrin“, Lohengrin
- Wagner: „Meistersinger von Nürnberg“, Walther von Stolzing
- Wagner: „Tristan und Isolde“, Tristan
- Wagner: „Walküre“, Siegmund
- Wagner: „Siegfried“, Siegfried
- Wagner: „Götterdämmerung“, Siegfried
- Wagner: „Parsifal“, Parsifal
- Wagner (Siegfried) „Der Heidenkönig“, Radoma
- Wagner-Régeny: „Der Günstling“, Fabiano
- Weber: „Der Freischütz“, Max

## Diskographie
- D’Albert: Tiefland – Orchester des NDR, Rudolf Alberth, 1953
- Beethoven: Neunte Sinfonie – Gewandhausorchester Leipzig, Abendroth, 1950
- Beethoven: Fidelio – Staatskapelle Dresden, Joseph Keilberth, 1948
- Pfitzner: Die Rose vom Liebesgarten – Symphonieorchester des Bayerischen Rundfunks, Robert Heger, 1953
- Rimski-Korsakow: Sadko – Sinfonieorchester des MDR, Gerhard Pflüger, 1953
- Strauss: Salome – Staatskapelle Dresden, Joseph Keilberth, 1948
- Strauss: Salome – Bayerische Staatsoper, Joseph Keilberth, 1955
- Strauss: Elektra – Bayerische Staatsoper, Hans Knappertsbusch 1956
- Strauss: Die ägyptische Helena – Bayerische Staatsoper, Joseph Keilberth, 1949
- Tomasi: Don Juan von Mañara – Bayerische Staatsoper, André Cluytens, 1956
- Wagner: Der fliegende Holländer – Orchester des NDR, Wilhelm Schüchter, 1951
- Wagner: Die Meistersinger von Nürnberg – Sächsische Staatskapelle Dresden, Rudolf Kempe, 1951
- Wagner: Siegfried – Bayreuther Festspiele, Herbert von Karajan, 1951
- Wagner: Siegfried – Bayreuther Festspiele, Joseph Keilberth, 1952
- Wagner: Siegfried – Bayreuther Festspiele, Hans Knappertsbusch 1957
- Wagner: Siegfried – Opernhaus Zürich, Robert F. Denzler 1959
- Wagner: Götterdämmerung – Bayreuther Festspiele, Knappertsbusch, 1951
- Wagner: Götterdämmerung – Bayerische Staatsoper, Hans Knappertsbusch, 1955
- Wagner: Parsifal – Sinfonieorchester des Kölner Rundfunks, Richard Kraus, 1949
- Weber: Der Freischütz – Sächsischer Staatskapelle Dresden, Rudolf Kempe, 1949
- Lebendige Vergangenheit – Bernd Aldenhoff (Aufnahmen 1946–1949)
- A Portrait of Bernd Aldenhoff
- Waldoper Zoppot – Das Bayreuth des Nordens und seine Sänger
- A Portrait of Marianne Schech – Auszüge aus dem 2. Aufzug Parsifal, Orchester der Bayerischen Staatsoper, Eugen Jochum
- Georg Hann Arias 1942–43 Recordings – Auszug aus Rheingold
- Leonie Rysanek sings Beethoven/Wagner/Verdi – Auszug aus Aida
- Josef Metternich – Rare and Unreleased Recordings – Auszüge aus Otello
- Tiana Lemnitz Vol 2 – Wagner-Szenen – Auszüge aus Die Meistersinger von Nürnberg

## Hörbeispiele
- Richard Strauss: Die ägyptische Helena - 1. Akt (MP3; 32,0 MB)
- Richard Strauss: Die ägyptische Helena - 2. Akt (MP3; 33,6 MB)
Helena: Leonie Rysanek, Menelaus: Bernd Aldenhoff, Altair: Hermann Uhde, Die allwissende Muschel: Ira Malaniuk
Prinzregententheater, München 1956 – Joseph Keilberth
- Richard Wagner: Schmiedelied aus 1. Aufzug Siegfried (MP3; 2,0 MB)
Siegfried: Bernd Aldenhoff; Mime: Paul Kuën; Dirigent: Joseph Keilberth; Festspielhaus Bayreuth, 14. August 1952
- Richard Wagner, Siegfried 1. Aufzug: „He, Mime! Geschwind! Wie heißt das Schwert?“ (MP3; 1,0 MB)
Siegfried: Bernd Aldenhoff; Mime: Paul Kuën; Dirigent: Joseph Keilberth; Festspielhaus Bayreuth, 14. August 1952
- Richard Wagner, Siegfried 1. Aufzug: „Hoho! Hoho! Hohei!“ (MP3; 522 kB)
Siegfried: Bernd Aldenhoff; Mime: Paul Kuën; Dirigent: Joseph Keilberth; Festspielhaus Bayreuth, 14. August 1952
- Richard Wagner: 2. Aufzug Götterdämmerung (MP3; 53,5 MB)
Brünnhilde: Astrid Varnay; Siegfried: Bernd Aldenhoff; Hagen: Ludwig Weber; Alberich: Heinrich Pflanzl; Gunther: Hermann Uhde; Gutrune: Martha Mödl
Dirigent: Hans Knappertsbusch Festspielhaus; Bayreuth, 4. August 1951